# Idiotarmon
Idiotarmon là một chi bọ cánh cứng trong họ 
Elateridae.
Chi này được miêu tả khoa học năm 1940 bởi Binaghi.

## Các loài
Chi này có các loài:
- Idiotarmon quadrivittatus (Ragusa, 1893)